# 趙奢真羽花介
趙奢真羽花介（学名：Eucytherura chaoshei）为尾花介科真羽花介屬下的一个种。